# 粟津雪乃
粟津 雪乃（あわつ ゆきの、1998年5月2日 - ）は、日本の元女子バスケットボール選手である。ポジションはパワーフォワード。

## 経歴
愛知県出身。
桜花学園高校で高校三冠を獲得し、愛知学泉短大でもインカレ4位。U18日本代表にも選出される。
2017年、デンソーアイリスに加入。
2021年、東京羽田ヴィッキーズに移籍。
2023年、現役引退。恩師が指揮を執る四日市メリノール学院アシスタントコーチに就任

## 日本代表歴
- 2016年U18アジアカップ